# Neápolis (Calcídica)
Neápolis (en griego, Νέη Πόλις o Νεάπολις) fue una antigua ciudad griega de la península Calcídica. 
Es citada por Heródoto como una de las ciudades —junto a Potidea, Afitis, Ege, Terambo, Escíone, Mende y Sane— situadas en la península de Palene donde Jerjes reclutó tropas y naves en su expedición del año 480 a. C. contra Grecia.
Posteriormente la ciudad perteneció a la liga de Delos puesto que es mencionada en listas de tributos a Atenas desde 454/3 hasta 415/4 a. C., aunque en la última lista no está claro si se trata de esta Neápolis o de otra ciudad tracia del mismo nombre. 
Se ha sugerido que debió estar localizada en un yacimiento arqueológico en Policrono, aunque otros creen que este yacimiento puede ser el de la antigua Ege.